# Dolarová diplomacie
Dolarová diplomacie (anglicky: Dollar Diplomacy) je koncept spojený se zahraniční politikou Spojených států amerických v druhé dekádě 20. století.

## Obsah
Poprvé byla dolarová diplomacie praktikována v letech 1909-1913 za vlády prezidenta Williama Howarda Tafta ve vztahu k zemím Karibského bazénu, Latinské Ameriky a Jihovýchodní Asie. Prezident společně s ministrem zahraničí Philanderem C. Knoxem usilovali o vytvoření příznivých podmínek pro pronikání amerického soukromého kapitálu do těchto regionů. Následně mělo být využito tohoto faktoru jako nástroje pro prosazování vlivu a cílů USA.
Dolarová diplomacie zaznamenala v kombinaci s vojenskou intervencí částečných úspěchů především v normalizaci situace na Haiti v roce 1910 a následně i v Nikaragui roku 1912.

## Opuštění konceptu
Po příchodu nového prezidenta Woodrow Wilsona do Bílého domu v roce 1913 byl tento koncept opuštěn, zejména z důvodu nezdravě intenzivního propojení federální vlády a velkého kapitálu.